# Libtorrent
Pour les articles homonymes, voir rTorrent.
 (mars 2021).
Libtorrent est une bibliothèque logicielle libre développée en C++, en se basant sur les bibliothèques Boost, qui a pour objectif de prendre en charge le protocole BitTorrent. Elle comporte un binding en langage Python.
Elle est également surnommée libtorrent rasterbar pour la distinguer de libTorrent rakshasa, développée par l'auteur de rTorrent.

## Fonctionnalités
Cette bibliothèque prend en charge notamment les fonctionnalités :
- DHT ;
- IPv6 ;
- HTTP seeds ;
- Échange de pairs μTorrent ;
- WebTorrent dans sa version de développement depuis octobre 2020[3].

## Utilisation
- qBittorrent
- Deluge